# 倪维桢
倪维桢（1933年—），男，浙江海宁人，中国数据通信专家，曾任北京邮电学院教授、博士生导师。